# ميخائيل غاريسون
ميخائيل غاريسون (بالإنجليزية: Michael Garrison)‏ هو ملحن أمريكي، ولد في 28 نوفمبر 1956 في الولايات المتحدة، وتوفي بنفس المكان في 24 مارس 2004.

## وصلات خارجية
- ميخائيل غاريسون على موقع ميوزك برينز (الإنجليزية)
- ميخائيل غاريسون على موقع ديسكوغز (الإنجليزية)